# Guayaibí
Guayaibí è un centro abitato del Paraguay, situato nel dipartimento di San Pedro; la località forma uno dei 19 distretti del dipartimento.

## Popolazione
Al censimento del 2002 Guayaibí contava una popolazione urbana di 2.009 abitanti (31.359 nell'intero distretto).